# Bulle (Siegel)
In der Sphragistik (Siegelkunde) ist Bulle (von lateinisch Bulla – eine Blase, z. B. eine Lehmkugel mit Siegelabdrücken) die Bezeichnung für alle Siegel aus Metall, neben den Siegeln aus Blei insbesondere für goldene oder vergoldete Siegel. Silberbullen sind selten.
Bei der Bullierung werden zwei Metallplättchen über der Siegelschnur, die bereits durch Löcher in der Plica des Pergaments gezogen wurde, mit Hilfe eines Siegelstempels (Typar) durch mechanischen Druck miteinander verbunden und dabei geprägt. Die Siegelschnur lässt sich dann nicht herausziehen.
Umschrift und Ikonographie von Vorder- und Rückseite sind unterschiedlich.

## Byzanz und östlicher Mittelmeerraum
Im östlichen Mittelmeerraum waren Metallsiegel seit der Spätantike üblich, Wachssiegel hingegen auch später sehr selten. Bleibullen sind in so großer Zahl erhalten, dass sie als prosopographische und onomastische Quellen genutzt werden können. Vom 10. Jahrhundert ist belegt, dass Siegel aus Gold ein Instrument des staatlichen Protokolls in Byzanz waren und ihre unterschiedliche Masse die Würdigung ihrer Empfänger ausdrückte, nicht die Wichtigkeit der Urkunde. Ab dem 12. Jahrhundert siegelten auch die weltlichen und geistlichen Herrscher in den lateinischen Kreuzfahrerstaaten mit Blei. Auch in anderen lateinischen Herrschaften im östlichen Mittelmeerraum war Blei als Siegelmaterial gebräuchlich.

## Päpste
Im mittelalterlichen Westeuropa war Wachs das übliche Siegelmaterial und Blei die Ausnahme; nur päpstliche Siegel sind regelmäßig aus Blei. Solche Siegel sind schon aus dem 7. Jahrhundert (allerdings ohne die dazugehörigen Urkunden) belegt. Päpstliche Goldbullen sind sehr selten; für das Mittelalter sind sie nur aus Erwähnungen in Schriftquellen belegt, das früheste erhaltene Exemplar stammt erst von 1524. Noch seltener sind Bullen aus Silber. Die Bezeichnung der Siegel als bulla wird schon im Mittelalter auf die Urkunden selbst übertragen.

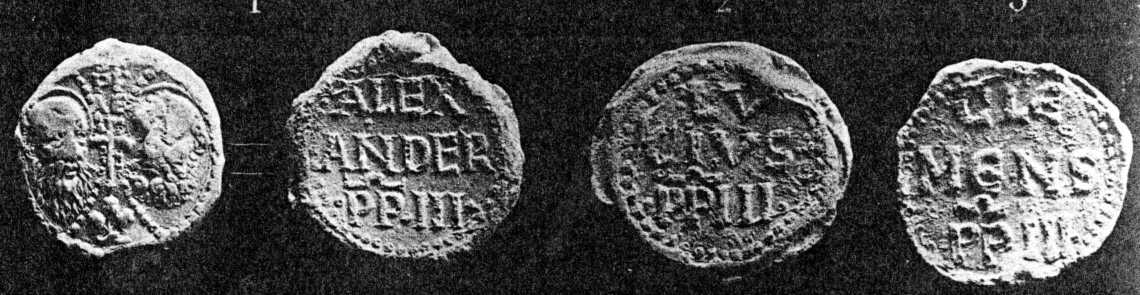
Papstbullen aus dem 12. Jahrhundert im Archiv von Monreale:
links die Apostelseite, dann Alexander III., Lucius III., Clemens III.

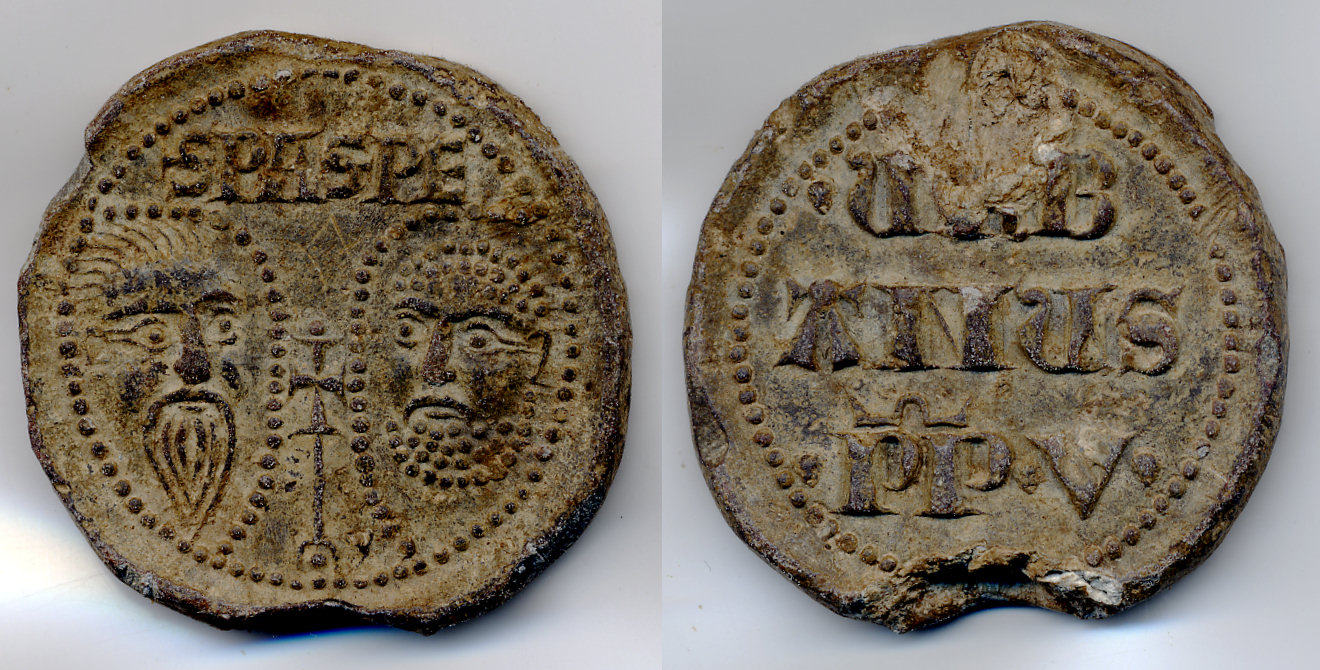
Bleibulle (Vorder- und Rückseite) von Urban V., Papst 1362–1370

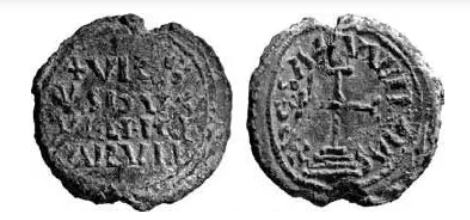
Bleisiegel des Dogen Orso I. Particiaco (864–881). Es wurde vor 2010 in der Lagune von Venedig entdeckt und gelangte auf den illegalen Antiquitätenmarkt. Die Umschrift lautet „+VRS / VS DVX / VE(NE)ICI / ARVM“. Die schlechter erhaltene und schwerer lesbare Schrift ließ sich als „R / XPE SAL(VA VE)(NE)CIAS“ wahrscheinlich machen. Von den drei als „Ursus“ bekannten Dogen kam, nachgewiesen anhand von zeitgenössischen Bullen, vor allem aber von Münzen, nur die Zeit Ursus’ I. in Frage. Eine selten gebrauchte Formel wie „Christe salva Venecias“ war weder ein Jahrhundert vor Ursus I. in Gebrauch, also zur Zeit des Orso Ipato, noch in der Zeit Ursus’ II. (912–932)

Ab dem 12. Jahrhundert stabilisiert sich die päpstliche Besiegelungspraxis deutlich. Der dominierende Typus trägt auf einer Seite den Namen des regierenden Papstes. Auf der Rückseite sind die Köpfe der Apostel Petrus und Paulus abgebildet. 1878 wurde es durch einen Stempel ersetzt. Bei besonders bedeutenden Urkunden wird weiterhin eine Bleibulle verwendet, so zuletzt bei der Ausschreibung des Heiligen Jahres 2000 durch Johannes Paul II.
Für die weniger wichtigen Schreiben (Breven) verwendeten die Päpste ab dem Spätmittelalter Siegel aus Wachs. Dieses sogenannte „Fischerringsiegel“ zeigt den heiligen Petrus im Boot und oben rechts den Namen des Papstes. Sein Gebrauch ist seit Beginn des 15. Jahrhunderts belegt. 1842 wurde es durch einen Stempel ersetzt.
Bleibullen kommen nicht nur in Archiven, sondern auch in archäologischen Fundzusammenhängen vor, selbst wenn der Erhaltungszustand dabei nicht immer sehr gut ist. In Deutschland beschränkt sich das auf päpstliche Bullen, in Südosteuropa sind die verschiedenen Formen byzantinischer Bleibullen ebenfalls archäologisch nachweisbar.

## Weltliche Herrscher

### Bleisiegel

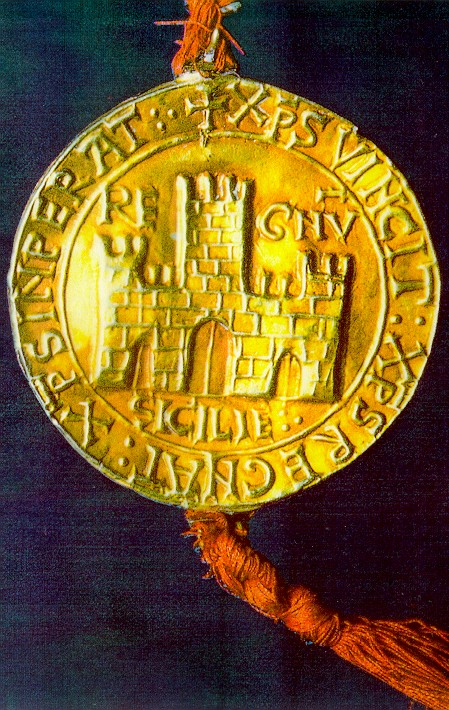
Rückseite der sizilischen Goldbulle Friedrichs II. von 1212

Bleisiegel sind besonders von Herrschern des Mittelmeerraums verwendet worden (Könige von Sizilien, Dogen von Venedig, Kaiser von Byzanz), aber auch von Otto III. und Heinrich II. Daneben finden sich in geringerer Zahl auch Goldbullen. Auf das Siegelmaterial kann in der Corroboratio hingewiesen werden.

### Goldbullen der römischen Könige und Kaiser
Die römisch-deutschen Kaiser verwendeten im späteren Mittelalter Goldbullen auf Bitten der Empfänger für Urkunden von besonderer politischer und verfassungsrechtlicher Bedeutung. Die älteste erhaltene Goldbulle eines deutschen Kaisers befindet sich am Diplom Heinrichs II. für Stift Göß von 1020, heute im Steiermärkischen Landesarchiv in Graz. Die mit Abstand bekannteste Goldbulle ist die Goldene Bulle von Karl IV. von 1356, die meist einfach als die Goldene Bulle bezeichnet wird. Weitere Beispiele sind:
- die Sizilische Goldene Bulle von 1212
- die Goldbulle von Eger von 1213
- die Goldene Handfeste der Stadt Bern von 1218
- die Goldbulle von Rimini von 1226
- den Lübecker Reichsfreiheitsbrief von 1226

### Goldbullen anderer Könige und Fürsten
Auch andere Fürsten haben seit Beginn des 13. Jahrhunderts Goldbullen verwendet:
- König Leo II. von Armenien (1205, 1207)
- König Ottokar I. von Böhmen (1217)
- König Béla IV. von Ungarn (1238–1266)
- König Karl I. von Anjou (1266–1276)
- König Karl II. von Anjou (1284–1307)
- König Robert der Weise (1309–1335)
- Im 16. Jahrhundert waren Urkunden mit Siegeln aus Gold auch in der Republik Venedig üblich.[2]